# Зельново (Куявсько-Поморське воєводство)
Зельново (пол. Zielnowo) — село в Польщі, у гміні Радзинь-Хелмінський Ґрудзьондзького повіту Куявсько-Поморського воєводства. Населення — 285 осіб (2011).
У 1975—1998 роках село належало до Торунського воєводства.

## Демографія
Демографічна структура станом на 31 березня 2011 року:
|          | Загалом | Допрацездатний вік | Працездатний вік | Постпрацездатний вік |
| -------- | ------- | ------------------ | ---------------- | -------------------- |
| Чоловіки | 146     | 52                 | 86               | 8                    |
| Жінки    | 139     | 36                 | 85               | 18                   |
| Разом    | 285     | 88                 | 171              | 26                   |